# Varanus auffenbergi
El varano pavo real (Varanus auffenbergi), también conocido como varano de Auffennberg, es una especie de varano del subgénero Odatria que habita en Indonesia en la isla de Roti.
Similar al varano de Timor (Varanus timorensis), es de los más pequeños de su género, llegando en su etapa adulta a medir en torno a 60 centímetros de longitud. De comportamiento tímido, tiende a subir a los árboles al detectar presencias extrañas donde también suele tomar el sol, es frecuente encontrarlo como mascota comportándose con similar timidez. No existen datos suficientes para determinar su estado en la naturaleza.